# 개발원조위원회

개발 원조 위원회 회원국

개발 원조 위원회(開發援助委員會, 영어: Development Assistance Committee, DAC)는 개발도상국에 대한 공적 개발 원조에 대하여 논의하는 기구로, 경제 협력 개발 기구(OECD)의 산하 기구 중 하나이다.

## 개요
1960년에 설립된 개발원조그룹을 OECD 설립과 함께 개편하여 산하기관으로 한 것으로 개발원조의 효과적 추진을 위한 정보의 교환, 개발의 조정등을 목적으로 한다. 개발 원조 위원회 가입국들의 공적 개발 원조 액수를 모두 합치면 전 세계 공적 개발 원조의 90% 이상을 차지한다. 개발 원조 위원회의 회원국들은 개발도상국의 지원, 즉, 선진국으로의 의무를 적극적으로 이행하려는 국가들로, 선진국으로 볼 수 있다.

## 회원국
- 그리스
- 독일
- 스페인
- 이탈리아
- 네덜란드
- 룩셈부르크
- 아일랜드}
- 일본
- 노르웨이
- 미국
- 영국
- 캐나다
- 뉴질랜드
- 벨기에
- 오스트레일리아
- 포르투갈
- 대한민국
- 스웨덴
- 오스트리아
- 프랑스
- 덴마크
- 스위스
- 유럽 연합
- 핀란드
- 체코
- 아이슬란드
- 슬로바키아
- 폴란드
- 헝가리[2]

## 역사
개발원조위원회는 1960년 1월 13일, 경제협력개발기구(OECD)의 전신인 유럽경제협력기구(Organization for European Economic Cooperation; OEEC)의 산하기구로 출범하였다. 창설 당시 명칭은 개발원조그룹(Development Assistance Group; DAG)이었으나, 1961년 9월 OECD 조약의 발효와 함께 명칭을 개발원조위원회(Development Assistance Committee; DAC)로 변경하였다.
첫 번째 회의는 1960년 3월 9~11일까지 미국 워싱턴 D.C.에서 열렸으며, 이탈리아의 오르토나 대사가 의장을 맡았다. 개발원조그룹의 초기 관심사는 후원 액수에 대한 정확하고 비교 가능한 자료 축적으로, 두 번째(1960년 7월)와 세 번째(1960년 10월)회의에 걸쳐 다루어졌다. 1961년 3월, 유럽경제협력기구는 개발도상국에 대한 지원금 이동에 대한 첫 종합적인 조사 결과(The Flow of Financial Resources to Countries in Course of Economic Development, 1956~1959년)를 출판하였다.
개발원조위원회는 1961년 7월 23일 채택된 장관급 결의안을 통해 1961년 9월을 기점으로 OEEC(유럽경제협력기구)가 OECD(경제협력개발기구)로 개편됨에 따라 DAG(개발원조그룹)는 DAC(개발원조위원회)로 개편됨을 발표하였다. 결의안에는 또한 개발원조위원회의 다섯 가지 주요 위임이 포함되어있는데, 그 첫 번째 위임은 다음과 같다:
본 위원회는 경제 성장 중에 있는 국가나 지역을 지원하고 장기 원조를 비롯하여 기타 개발원조를 개선 및 확장하는데 필요한 국가 자원을 마련하기 위한 노력을 계속해 나갈 것이다.— 개발원조위원회, 위임 (1961)

DCD 라고도 불리는 개발원조위원회 사무국의 기원은 다음과 같다. 1961년, 이탈리아 출신 사무차장보 루치아노(Luciano Giretti)의 지휘아래 OECD 사무국 내부에 개발부(Development Department; DD)가 창설되었다. 개발부는 기술협력부(Technical Co-operation Branch)와 개발경제부(Development Financial Branch) 등 2개의 부서로 편성되었다. 그 중 개발경제부는 1969년 개발원조부(Development Assistance Directorate; DAD)로, 다시 1975년 개발협력이사회(Development Co-operation Directorate; DCD)로 명칭이 개편되었다. 개발원조위원회는 그 설립과 더불어 1960년대 초 발전을 거듭하여 오늘날 활동을 이룰 수 있는 밑바탕을 마련하였다.
1960년, 세계은행은 보다 나은 조건으로 융자하기 위해 자매기구인 국제개발협회(International Development Association)를 설립하였다. 이에 따라 거액의 돈을 기부하려는 회원국들의 움직임도 생겨났다. 캐나다는 1960년 해외원조 사무소(External Aid Office)를 마련하고 1968년 명칭을 캐나다 국제개발국(Canadian International Development Agency; CIDA)로 변경하였다. 프랑스는 공식적인 대외협력부를 설립한 최초의 국가로, 주로 아프리카에 위치한 개발도상국을 원조하기 위해 1961년 프랑스개발기구(French Development Agency; Agence Française de Développement)를 설립했다. 미국 역시 1961년 대외원조법(Foreign Assistance Act)을 바탕으로 미국 국제개발청(United States Agency for International Development; USAID)를 설립하였다. 이후, 다른 회원국에서도 외무부 산하의 대외 원조 부서를 설립하거나 독립된 사무국을 창설하였다.
2016년 12월 6일, 헝가리가 30번째 회원국이 되었다.

## 같이 보기
- 선진국
- 공적 개발 원조